# Epicypta propinqua
Epicypta propinqua är en tvåvingeart som beskrevs av Loïc Matile 1973. Epicypta propinqua ingår i släktet Epicypta och familjen svampmyggor. Inga underarter finns listade i Catalogue of Life.